# テプテル・グンポ
『テプテル・グンポ』（ワイリー方式：deb ther sngon po; 蔵文拼音：དེབ་ཐེར་སྔོན་པོ）は、15世紀に編纂された中世チベットの歴史書の一つ。著者は翻訳師のションヌペル（'gos lo tsa ba gzhon nu dpal）。
書名は「青い冊子」を意味し、『青冊史』『青史』『デプテル・ゴンポ』とも表記される。

## 概要
著者のションヌペルはカーダム派、ゲルク派、パクモドゥ派といった複数の宗派に学んだと述べており、『テプテル・グンポ』は15世紀中央チベットの幅広い教学を背景に編纂されている。
本書の特徴として世俗権力に関わる記述が少ないことが挙げられ、ある程度政治的に自由な立場から書かれている史書であると見られる。また、『新マルポ史』と並んで、「サキャ派時代」と呼ばれる時代のイメージを決定づけた史書と評されている。
現在に伝わるテキストはラサのクンデリンに保管されていた木版本で、485葉全15章から成る。Roerichによる英訳（Roelich, G. N. 1949-53. The Blue Annals. (2 vols.) Royal Asiatic Society of Bengal.）と、郭和卿による中国語訳（廓諾・迅魯伯『青史』西藏人民出版社、1985年）がある。

## 参考資料
- 岩尾一史・池田巧編『チベットの歴史と社会　下』臨川書店、2021年
- 山本明志「「サキャパ時代」から「パクモドゥパ時代」へ」『東洋史研究』79 (4)、2021年